# Fyzikální konstanty
Na této stránce je seznam fyzikálních konstant.

## Tabulka
Uvedené konstanty pocházejí z adjustace CODATA z r. 2022, respektující nové definice základních jednotek SI.
Čísla v závorce značí směrodatnou odchylku u posledních 2 platných číslic. Např. 5,391 16(13)×10−44 s = (5,391 16 ± 0,000 13)×10−44 s.
| Veličina                               | Symbol | Hodnota (SI)                                        | Hodnota (jiný jednotkový systém)     |
| -------------------------------------- | --- | --------------------------------------------------- | ------------------------------------ |
| Atomová hmotnostní konstanta           | {\displaystyle m_{\mathrm {u} }}                                                                                               | 1,660 539 068 92(52)×10−27 kg                       | 1 u = 1 Da (přesně)                  |
| Avogadrova konstanta                   | {\displaystyle N_{\mathrm {A} },L}                                                                                             | 6,022 140 76×1023 mol−1 (přesně)                    | -                                    |
| Bohrův magneton                        | {\displaystyle \mu _{\mathrm {B} }=e\hbar /2m_{\mathrm {e} }}                                                                  | 927,401 006 57(29)×10−26 J·T−1                      | 5,788 381 7982(18)×10−5 eV·T−1       |
| Bohrův poloměr                         | {\displaystyle a_{0}=\alpha /4\pi R_{\infty }}                                                                                 | 0,529 177 210 544(82)×10−10 m                       | -                                    |
| Boltzmannova konstanta                 | {\displaystyle k=R/N_{\mathrm {A} }}                                                                                           | 1,380 649×10−23 J·K−1 (přesně)                      | 8,617 333 262…×10−5 eV·K−1 (přesně)* |
| Comptonova vlnová délka                | {\displaystyle \lambda _{\mathrm {C} }=h/m_{\mathrm {e} }c}                                                                    | 2,426 310 235 38(76)×10−12 m                        | -                                    |
| Coulombova konstanta                   | {\displaystyle \kappa =1/4\pi \varepsilon _{0}=\alpha \hbar c/e^{2}}                                                           | 8,987 551 786 18(56) ×109 N·m2·C−2 (=kg⋅m3⋅s−4·A−2) | -                                    |
| Elementární náboj                      | {\displaystyle e} | 1,602 176 634×10−19 C (přesně)                      | -                                    |
| Faradayova konstanta                   | {\displaystyle F=N_{\mathrm {A} }e}                                                                                            | 96 485,332 12… C·mol−1 (přesně)*                    | -                                    |
| Gravitační konstanta                   | {\displaystyle G} | 6,674 30(15)×10−11 m3·kg−1·s−2                      | -                                    |
| Hubbleova konstanta (současná hodnota) | {\displaystyle H_{0}} | -                                                   | 67,4(5) km·s−1·Mpc−1                 |
| Impedance vakua                        | {\displaystyle Z_{0}=4\pi \alpha \hbar /e^{2}}                                                                                 | 376,730 313 412(59) m2·kg·s−3·A−2 (= Ω)             | -                                    |
| Jaderný magneton                       | {\displaystyle \mu _{\mathrm {N} }=e\hbar /2m_{\mathrm {p} }}                                                                  | 5,050 783 7393(16)×10−27 J·T−1                      | 3,152 451 254 17(98)×10−8 eV·T−1     |
| Josephsonova konstanta                 | {\displaystyle K_{\mathrm {J} }=2e/h}                                                                                          | 483 597,848 4…×109 Hz·V−1 (přesně)*                 | -                                    |
| Klidová energie elektronu              | {\displaystyle m_{\mathrm {e} }c^{2}}                                                                                          | 8,187 105 7880(26)×10−14 J                          | 0,510 998 950 69(16) MeV             |
| Klidová energie neutronu               | {\displaystyle m_{\mathrm {n} }c^{2}}                                                                                          | 1,505 349 765 14(76)×10−10 J                        | 939,565 421 94(48) MeV               |
| Klidová energie protonu                | {\displaystyle m_{\mathrm {p} }c^{2}}                                                                                          | 1,503 277 618 02(47)×10−10 J                        | 938,272 089 43(29) MeV               |
| Klidová hmotnost elektronu             | {\displaystyle m_{\mathrm {e} }}                                                                                               | 9,109 383 7139(28)×10−31 kg                         | 5,485 799 090 441(97)×10−4 u         |
| Klidová hmotnost neutronu              | {\displaystyle m_{\mathrm {n} }}                                                                                               | 1,674 927 500 56(85)×10−27 kg                       | 1,008 664 916 06(40) u               |
| Klidová hmotnost protonu               | {\displaystyle m_{\mathrm {p} }}                                                                                               | 1,672 621 925 95(52)×10−27 kg                       | 1,007 276 466 5789(83) u             |
| Konstanta hustoty záření               | {\displaystyle a=(8\pi ^{5}/15)k^{4}/h^{3}c^{3}=4\sigma /c}                                                                    | 7,565 733 250…×10−16 J·m−3·K−4 (přesně)*            | -                                    |
| Konstanta jemné struktury              | {\displaystyle \alpha =\mu _{0}e^{2}c/(2h)=e^{2}/(4\pi \varepsilon _{0}\hbar c)}                                               | 7,297 352 5643(11)×10−3                             | -                                    |
| Konstanta jemné struktury              | {\displaystyle 1/\alpha } | 137,035 999 177(21)                                 | -                                    |
| kvantum magnetického toku              | {\displaystyle \varPhi _{0}=h/(2e)}                                                                                            | 2,067 833 848…×10−15 Wb (přesně)*                   | -                                    |
| kvantum elektrické vodivosti           | {\displaystyle G_{0}=2e^{2}/h}                                                                                                 | 7,748 091 729…×10−5 S (přesně)*                     | -                                    |
| Molární hmotnostní konstanta           | {\displaystyle M_{\mathrm {u} }=N_{\mathrm {A} }m_{\mathrm {u} }}                                                              | 1,000 000 001 05(31)×10−3 kg·mol−1                  | -                                    |
| Molární plynová konstanta              | {\displaystyle R=kN_{\mathrm {A} }}                                                                                            | 8,314 462 618… J·K−1·mol−1 (přesně)*                | -                                    |
| Normální tíhové zrychlení (na Zemi)    | {\displaystyle g_{0},g_{\mathrm {n} }}                                                                                         | 9,806 65 m·s−2 (přesně)                             | -                                    |
| Permeabilita vakua                     | {\displaystyle \mu _{0}=4\pi \alpha \hbar /e^{2}c}                                                                             | 1,256 637 061 27(20)×10−6 N·A−2                     | -                                    |
| Permeabilita vakua                     | {\displaystyle {\frac {\mu _{0}}{4\pi \times 10^{-7}}}}                                                                        | 0,999 999 999 87(16) N·A−2                          | -                                    |
| Permitivita vakua                      | {\displaystyle \varepsilon _{0}=e^{2}/4\pi \alpha \hbar c}                                                                     | 8,854 187 8188(14)×10−12 F·m−1                      | -                                    |
| Planckův čas                           | {\displaystyle t_{\mathrm {P} }={\sqrt {\frac {\hbar G}{c^{5}}}}}                                                              | 5,391 247(60)×10−44 s                               | -                                    |
| Planckova délka                        | {\displaystyle l_{\mathrm {P} }={\sqrt {\frac {\hbar G}{c^{3}}}}}                                                              | 1,616 255(18)×10−35 m                               | -                                    |
| Planckova energie                      | {\displaystyle E_{\mathrm {P} }=m_{\mathrm {P} }\cdot c^{2}={\sqrt {\hbar c^{5} \over G}}}                                     | 1,956 081(22)×109 J                                 | 1,220 890(14)×1019 GeV               |
| Planckova hmotnost                     | {\displaystyle m_{\mathrm {P} }={\sqrt {\frac {\hbar c}{G}}}}                                                                  | 2,176 434(24)×10−8 kg                               | -                                    |
| Planckova hustota                      | {\displaystyle \rho _{\mathrm {P} }={m_{\mathrm {P} } \over l_{\mathrm {P} }^{3}}={c^{5} \over \hbar G^{2}}}                   | 5,154 85(23)×1096 kg·m−3                            | -                                    |
| Planckova konstanta                    | {\displaystyle h} | 6,626 070 15×10−34 J·s (přesně)                     | -                                    |
| Planckova plocha                       | {\displaystyle A_{\mathrm {P} }=l_{\mathrm {P} }^{2}={\hbar G \over c^{3}}}                                                    | 2,612 280(57)×10−70 m2                              | -                                    |
| Planckova teplota                      | {\displaystyle T_{\mathrm {P} }={E_{\mathrm {P} } \over k_{\rm {B}}}={1 \over k_{\rm {B}}}\cdot {\sqrt {\hbar c^{5} \over G}}} | 1,416 784(16)×1032 K                                | -                                    |
| Redukovaná Planckova konstanta         | {\displaystyle \hbar =h/(2\pi )}                                                                                               | 1,054 571 817…×10−34 J·s (přesně)*                  | -                                    |
| Rydbergova konstanta                   | {\displaystyle R_{\infty }=\alpha ^{2}m_{\mathrm {e} }c/2h}                                                                    | 10 973 731,568 157(12) m−1                          | -                                    |
| Rychlost světla ve vakuu               | {\displaystyle c} | 299 792 458 m·s−1 (přesně)                          | -                                    |
| Stefanova–Boltzmannova konstanta       | {\displaystyle \sigma =(\pi ^{2}/60)k^{4}/\hbar ^{3}c^{2}}                                                                     | 5,670 374 419…×10−8 W·m−2·K−4 (přesně)*             | -                                    |
| Von Klitzingova konstanta              | {\displaystyle R_{\mathrm {K} }=h/e^{2}=\mu _{0}c/2\alpha }                                                                    | 25 812,807 45… Ω (přesně)*                          | -                                    |

(*) Přesná hodnota je dána definicí a je vyjádřitelná s libovolným počtem platných číslic.